# Jovencells
La Colla Sardanista Jovencells és una entitat cerverina que balla sardanes sense interrupció des de l'any 1957, quan fou fundada per Pere Ribas i Benet Olesti. Aquell any varen debutar per la Festa Major del Sant Crist, sota les teles de l'envelat. La primera ballada de sardanes a Cervera tingué lloc l'any 1906, davant de l'anomenat Cafè del Cama -actual Gran Cafè.
En 1986 guanyaren el I Campionat de Sardanes Revesses a la Terra Ferma. En 1991 organitzen l'acte de cloenda del XXXIII Campionat de Catalunya de colles sardanistes i ballaren en la cerimònia d'inauguració dels Jocs Olímpics d'Estiu de 1992 a Barcelona. També van participar en la proclamació de Cervera com a Ciutat Pubilla de la Sardana 1994. Ha tingut un total de 250 integrants.